# Coppa Sabatini 2022
La 70.ª edición de la clásica ciclista Coppa Sabatini fue una carrera en Italia que se celebró el 15 de septiembre de 2022 con inicio y final en la ciudad de Peccioli sobre un recorrido de 198,9 kilómetros.
La carrera formó parte del UCI ProSeries 2022, dentro de la categoría 1.Pro, y fue ganada por el colombiano Daniel Felipe Martínez del INEOS Grenadiers. Completaron el podio, como segundo y tercer clasificado respectivamente, el noruego Odd Christian Eiking del EF Education-EasyPost y el francés Guillaume Martin del Cofidis.

## Equipos participantes
Tomaron parte en la carrera 19 equipos: 10 de categoría UCI WorldTeam invitados por la organización, 4 de categoría UCI ProTeam, 5 de categoría Continental y la selección nacional de Italia. Formaron así un pelotón de 128 ciclistas de los que acabaron 46. Los equipos participantes fueron:
| WorldTeams (10)- Astana Qazaqstan Team - Bora-Hansgrohe - Cofidis - EF Education-EasyPost - Ineos Grenadiers - Intermarché-Wanty-Gobert Matériaux - Israel-Premier Tech - Lotto-Soudal - Movistar Team - UAE Team Emirates ProTeams (4)- Bardiani-CSF-Faizanè - Drone Hopper-Androni Giocattoli - Eolo-Kometa - TotalEnergies Equipos continentales (5)- Beltrami TSA Tre Colli - Giotti Victoria-Savini Due - MG.K Vis Colors For Peace VPM - Team Corratec - Work Service-Vitalcare-Dynatek |
| |

## Clasificación final
- La clasificación finalizó de la siguiente forma:[3]

| \| Clasificación general \| Clasificación general \| Clasificación general \| Clasificación general \| Clasificación general \| \| Ciclista \| Ciclista \| Equipo \| Tiempo \| \| \| --------------------- \| ---------------------- \| --------------------- \| --------------------- \| --------------------- \| \| 1.º \| Daniel Felipe Martínez \| Ineos Grenadiers \| 4 h 55 min 37 s \| \| \| 2.º \| Odd Christian Eiking \| EF Education-EasyPost \| + 0 s \| \| \| 3.º \| Guillaume Martin \| Cofidis \| + 0 s \| \| \| 4.º \| Esteban Chaves \| EF Education-EasyPost \| + 0 s \| \| \| 5.º \| Aleksandr Vlásov \| Bora-Hansgrohe \| + 0 s \| \| \| 6.º \| Vincenzo Albanese \| Eolo-Kometa \| + 59 s \| \| \| 7.º \| Simone Velasco \| Astana Qazaqstan Team \| + 59 s \| \| \| 8.º \| Andreas Kron \| Lotto-Soudal \| + 59 s \| \| \| 9.º \| Marc Hirschi \| UAE Team Emirates \| + 59 s \| \| \| 10.º \| Andrea Piccolo \| EF Education-EasyPost \| + 59 s \| \| |                        |                       |                 |
| |                        |                       |                 |
| Fuente: ProCyclingStats |                        |                       |                 |
| Clasificación general |                        |                       |                 |
| Ciclista | Ciclista               | Equipo                | Tiempo          |
| 1.º | Daniel Felipe Martínez | Ineos Grenadiers      | 4 h 55 min 37 s |
| 2.º | Odd Christian Eiking   | EF Education-EasyPost | + 0 s           |
| 3.º | Guillaume Martin       | Cofidis               | + 0 s           |
| 4.º | Esteban Chaves         | EF Education-EasyPost | + 0 s           |
| 5.º | Aleksandr Vlásov       | Bora-Hansgrohe        | + 0 s           |
| 6.º | Vincenzo Albanese      | Eolo-Kometa           | + 59 s          |
| 7.º | Simone Velasco         | Astana Qazaqstan Team | + 59 s          |
| 8.º | Andreas Kron           | Lotto-Soudal          | + 59 s          |
| 9.º | Marc Hirschi           | UAE Team Emirates     | + 59 s          |
| 10.º | Andrea Piccolo         | EF Education-EasyPost | + 59 s          |

## UCI World Ranking
La Coppa Sabatini otorgó puntos para el UCI World Ranking para corredores de los equipos en las categorías UCI WorldTeam, UCI ProTeam y Continental. Las siguientes tablas muestran el baremo de puntuación y los 10 corredores que obtuvieron más puntos:
| Posición              | 1.º | 2.º | 3.º | 4.º | 5.º | 6.º | 7.º | 8.º | 9.º | 10.º | 11.º | 12.º | 13.º | 14.º | 15.º | 16.º-30.º | 31.º-40.º |
| Clasificación general | 200 | 150 | 125 | 100 | 85  | 70  | 60  | 50  | 40  | 35   | 30   | 25   | 20   | 15   | 10   | 5         | 3         |

| Clasificación |                        |                       |         |
| Posición      | Ciclista               | Equipo                | General |
| ------------- | ---------------------- | --------------------- | ------- |
| 1.º           | Daniel Felipe Martínez | INEOS Grenadiers      | 200     |
| 2.º           | Odd Christian Eiking   | EF Education-EasyPost | 150     |
| 3.º           | Guillaume Martin       | Cofidis               | 125     |
| 4.º           | Esteban Chaves         | EF Education-EasyPost | 100     |
| 5.º           | Aleksandr Vlásov       | Bora-Hansgrohe        | 85      |
| 6.º           | Vincenzo Albanese      | EOLO-KOMETA           | 70      |
| 7.º           | Simone Velasco         | Astana Qazaqstan      | 60      |
| 8.º           | Andreas Kron           | Lotto Soudal          | 50      |
| 9.º           | Marc Hirschi           | UAE Emirates          | 40      |
| 10.º          | Andrea Piccolo         | EF Education-EasyPost | 35      |